# Конотопський завод будівельних матеріалів
Конотопський завод будівельних матеріалів — промислове підприємство в місті Конотоп Сумської області України.

## Історія
У 1913 році в місті Конотоп Чернігівської губернії Російської імперії був побудований цегельний завод.
У ході Громадянської війни у 1917 - 1919 роки влада в Конотопі кілька разів змінювалася, але після відновлення 25 листопада 1919 в місті Радянській владі почалося відновлення підприємств міста і завод відновив роботу.
У результаті індустріалізації СРСР підприємство було реконструйовано і його виробничі потужності були збільшені. У 1935 року Конотопський цегельний завод зробив методом сухого пресування 5 млн. прим. цегли (вдесятеро більше, ніж у 1913 році), а в 1940 році - 20 млн. шт. цегли.
У ході Великої Вітчизняної війни з вересня 1941 року до 6 вересня 1943 року Конотоп Окупація території СРСР військами Третього рейху і його союзників був окупований німецькими військами. При відступі гітлерівці підірвали всі промислові підприємства (зокрема цегельний завод), проте відновлення підприємства почалося невдовзі після звільнення міста.
У зв'язку з розширенням асортименту продукції цегельний завод отримав нову назву: «Конотопський завод будівельних матеріалів».
Загалом, за радянських часів завод входив до складу Виробничого об'єднання виробничого об'єднання «Сумибудматеріали» і був одним з провідних підприємств міста.
Після Акт проголошення незалежності України, 13 жовтня 1992 року завод будівельних матеріалів був переданий у комунальну власність Сумської області, а потім - у відання державної акціонерної компанії «Укрресурси» і був перетворений на відкрите акціонерне товариство. У травні 1995 року Кабінет міністрів України ухвалив рішення про приватизацію заводу.
В умовах економічної кризи та скорочення обсягів будівництва в 1990-ті роки обсяги виробництва підприємства скоротилися, а глиняний кар'єр на околиці Конотопу (який був джерелом сировини для заводу за радянських часів) припинили розробляти і він був покинутий.
У жовтні 2013 року на сесії обласної ради Сумської області було оголошено, що на території Сумської області знаходиться 103 родовища глини (загальні розвідані запаси яких оцінювалися 106,6 млн. м³ глини, придатної для виготовлення цегли та черепиці), у тому числі в експлуатації перебували лише 12, що забезпечує можливості збільшення виробництва будматеріалів. У той же час було відзначено, що видобуток сировини проходить без повідомлення державних органів Олена Вовченко.